# Surfing

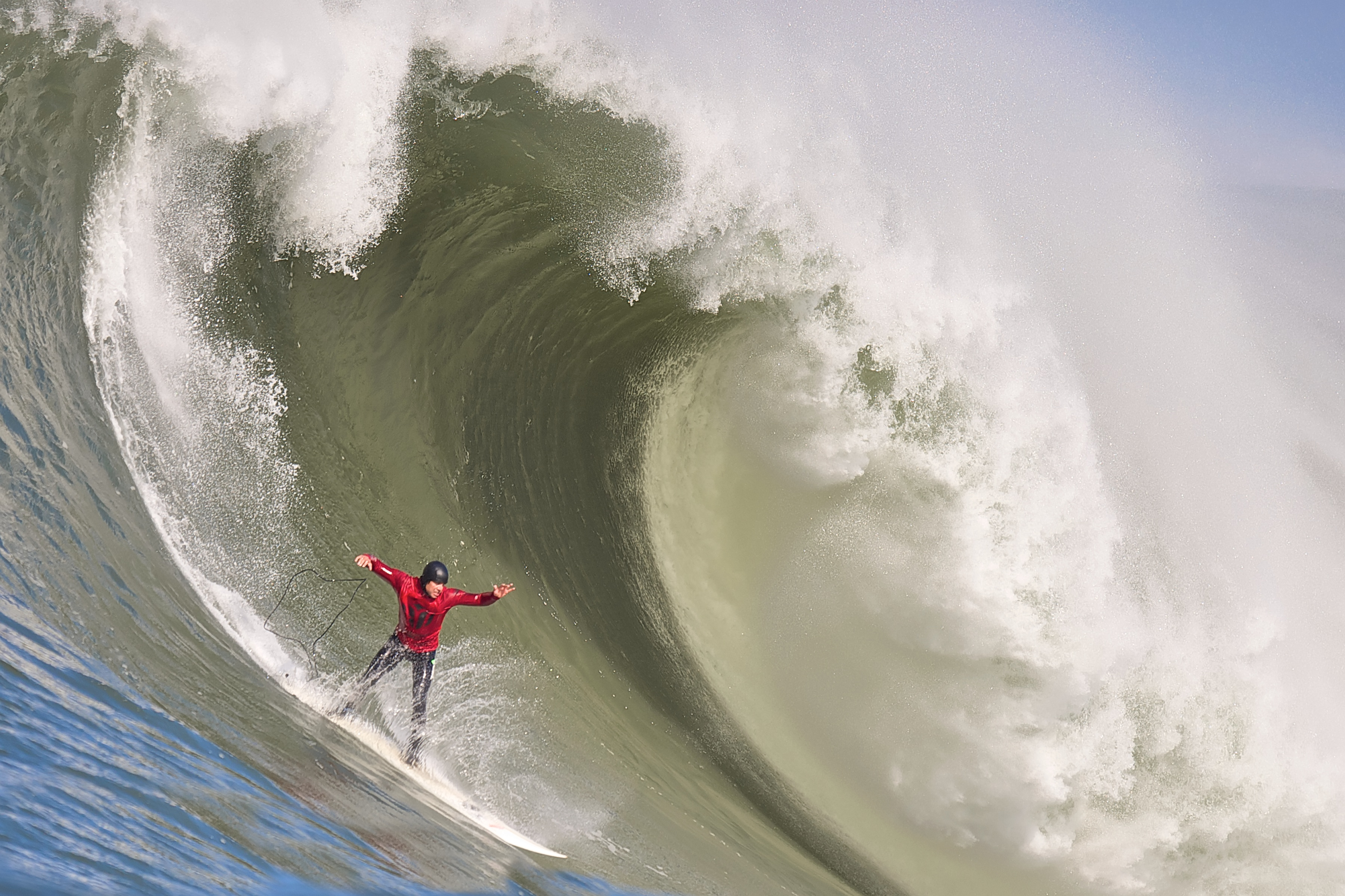
Mavericks surftävling, San Francisco, Kalifornien 2010.

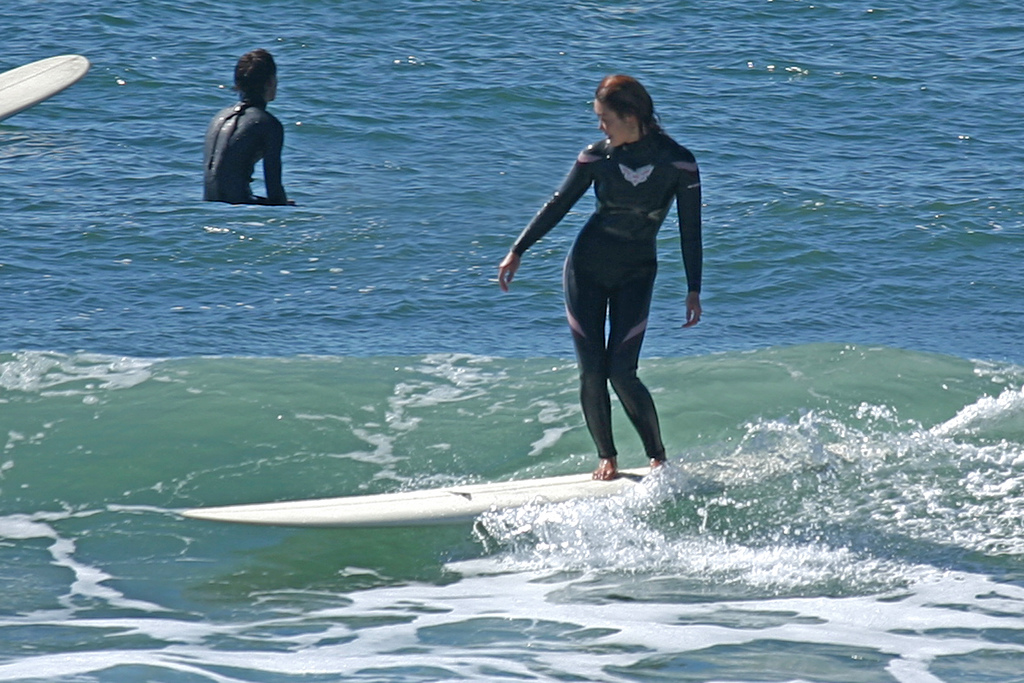
Lugnt och långsamt surfande på en Skip Frye longboard i San Diego, Kalifornien.

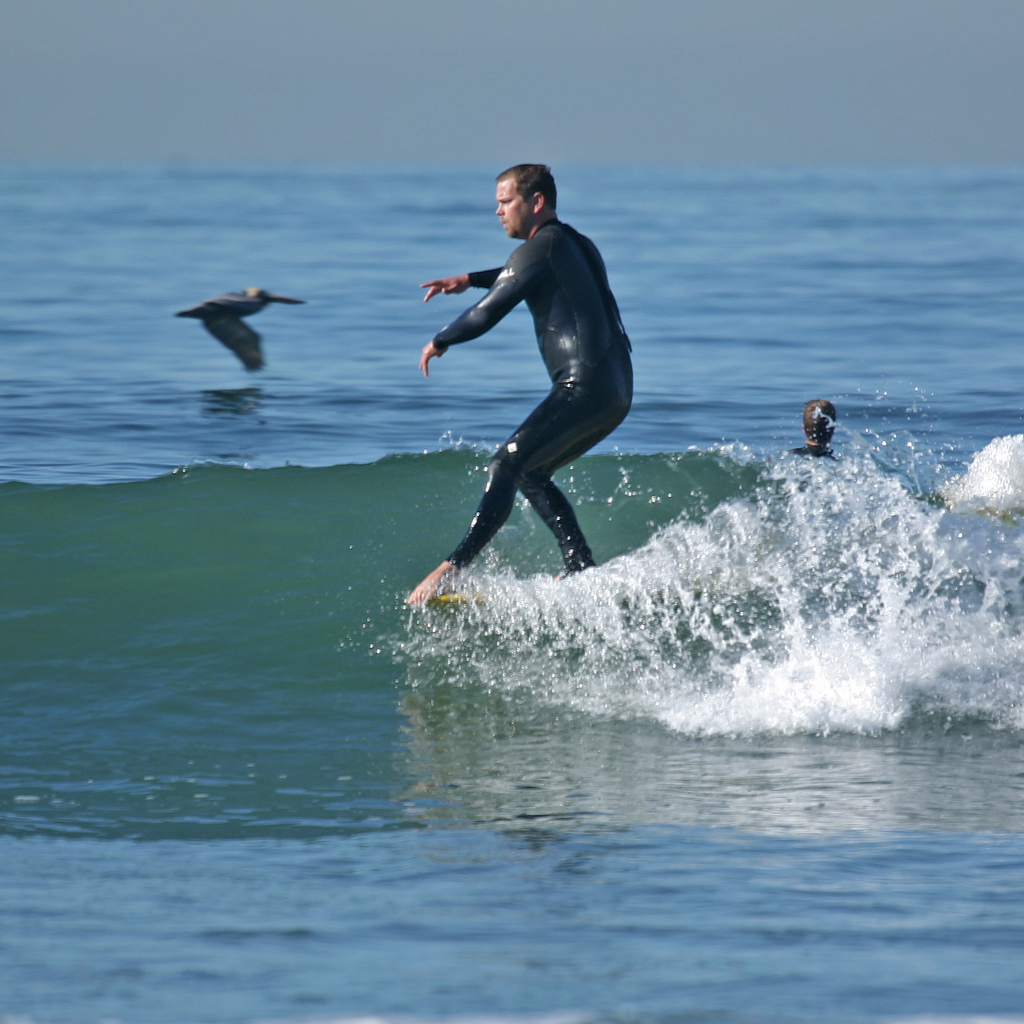
"Hang five" på nosen av en longboard i San Diego, Kalifornien.

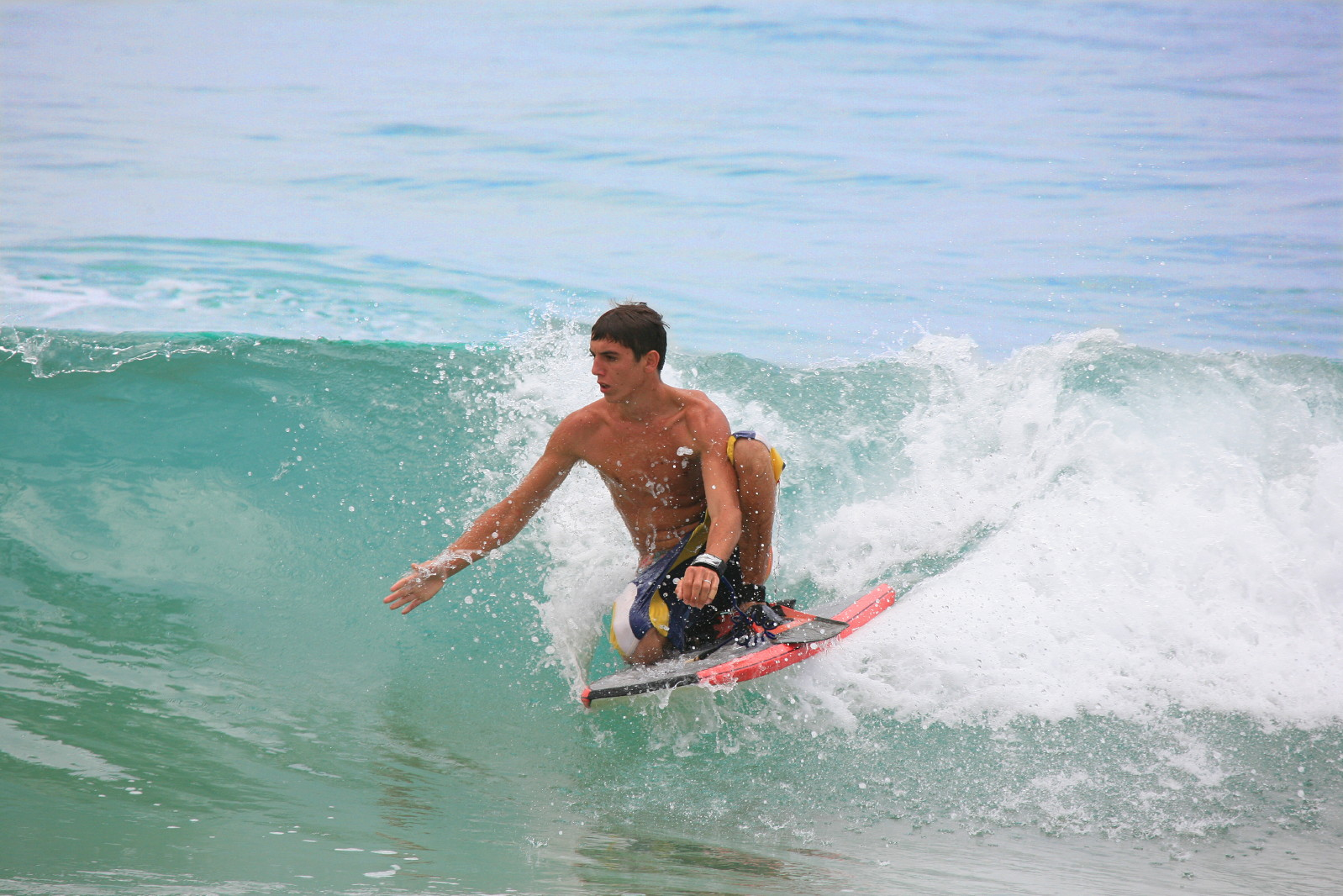
Bodyboarding i Salema, Portugal.

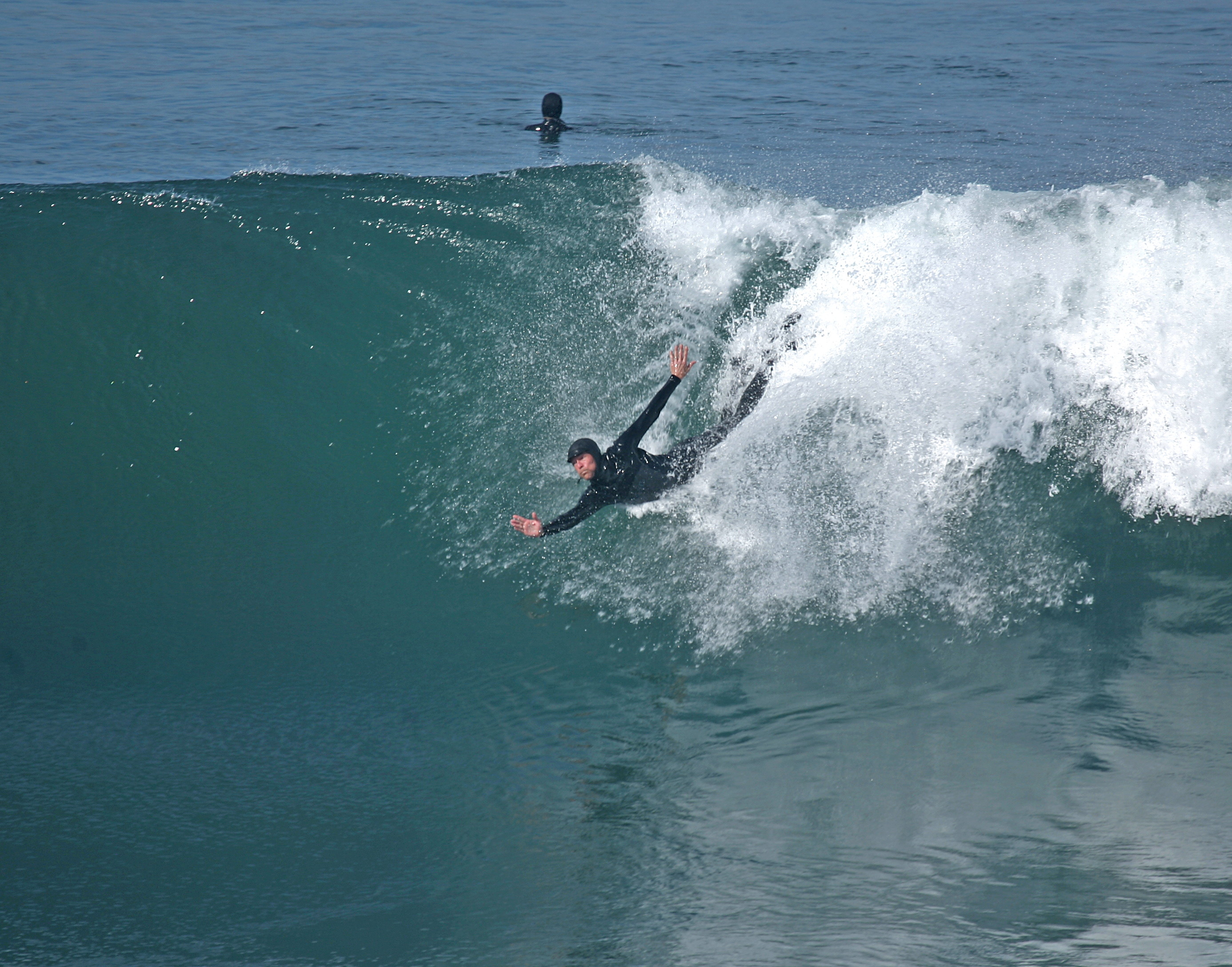
Kroppssurfing i San Diego, Kalifornien.

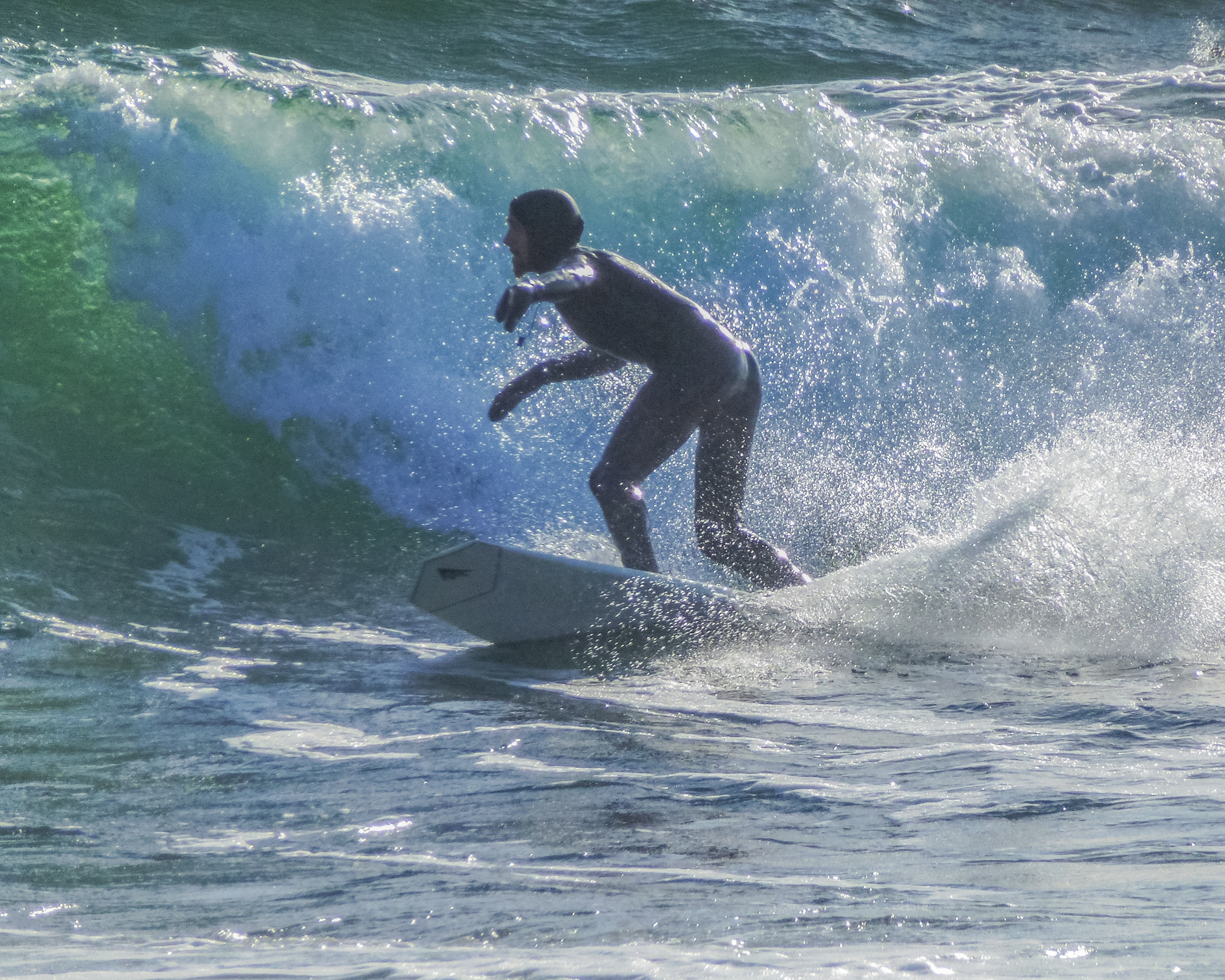
Vågsurfing i Sverige, mars 2015.

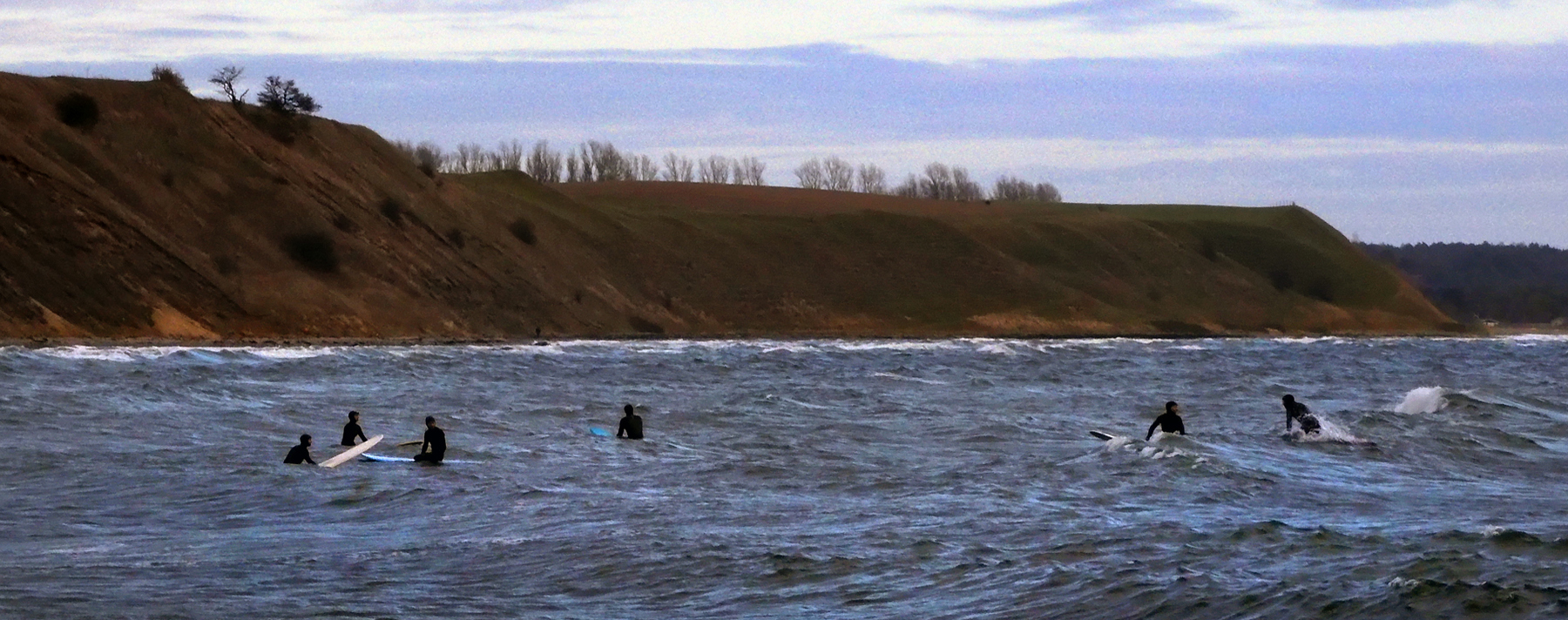
Surfare vid Kåseberga 13 januari 2023.

Surfing är en sport där en person med eller utan hjälp av en surfbräda glider på vattenytan på framsidan av en våg. Ett populärt missförstånd är att vågens framfart driver surfaren framåt. Medan vågrörelsen rör sig framåt rör sig inte vattenmassan framåt. Drivkraften kommer från vågens lutning och tyngdkraften. Surfaren paddlar normalt ifatt vågen av egen kraft. Detta gör det många gånger svårt att fånga en våg eftersom den ganska snabbt rullar förbi under surfaren. För att göra det lättare och säkrare att surfa på mycket stora vågor är det därför idag vanligt med tow-in surfing där en vattenskoter bogserar surfaren, kör ifatt en stor våg och släpper surfaren på framsidan av vågen innan vågen börjat bryta.

## Historia
Surfingens ursprung är från Hawaii på 1400-talet, som spred sig under det tidiga 1900-talet till USA:s fastland, Australien och 1957 spred sig surfingen till Biarritz. Sporten blev mycket populär under 1950- och 1960-talet då lättare, billigare och mer lättstyrda surfingbrädor kunde göras av glasfiber. 1964 hölls den första surftävlingen på Manly Beach nordost om Sydney. 
Surfing har som fritidssysselsättning och tävling spridit sig till de flesta platser världen över där vågorna är tillräckligt stora, som USA, Mexiko, Storbritannien, Irland, Frankrike, Portugal, Spanien, Brasilien, Sydamerika och Sydafrika.
I augusti 2016 beslutade Internationella olympiska kommittén (IOK) att surfing tillsammans med fyra andra sporter blev de nya sporterna i det olympiska programmet till olympiska sommarspelen 2020 i Tokyo.

## Surfingbräda
En surfare använder oftast en surfingbräda av en speciell form och kurvatur och med noggrant utformade kanter. Surfingbrädor gjordes en gång i tiden av balsa och andra träslag. Idag är surfingbrädor gjorda av en formad skumplast stomme med ett skinn av glasfiber. Stommen är oftast gjord av polyuretan vilket är lätt att gjuta och lätt för en kopieringsfräs och den slutliga mänskliga brädputsaren att forma. Skinnet läggs sedan på i form av ett tunt lager polyesterbaserad glasfiber. Ibland görs stommen av polystyren vilket resulterar i en lättare bräda, men en som är betydligt svårare att forma och putsa. En polystyrenstomme beläggs med en epoxybaserad glasfiber eftersom lösningsmedlet i polyester löser upp polystyren.

### Nybörjarbrädor
Det finns även billigare, mjukare, serietillverkade brädor i tåliga plaster avsedda för nybörjare och uthyrning. Dessa brädor är lättare och mjukare än en professionell glasfiberbräda vilket hjälper till att undvika att surfaren skadar sig på brädan. En mjukare bräda är inte lika manövrerbar som en glasfiberbräda eftersom den vrider sig under surfaren och inte förmår att karva vatten lika hårt som en fastare surfingbräda.

### Typer av surfingbrädor
Brädorna delas in i många olika kategorier. De vanligaste är shortboard, gun och longboard. En shortboard är max 7 fot lång och är mycket manövrerbar. En gun är en höghastighets bräda för stora vågor. Konstruktionen faller mellan shortboard och longboard, är tämligen smal, har en skarp nos och är mellan 7 och 9 fot lång. En longboard är minst 9 fot lång, rund i nosen för att kunna nos-ridas och inte speciellt manövrerbar men lämpad för medelstor, mindre brant surf utmed stränderna.

## Andra former av surfing
Andra former av surfing inkluderar bodyboarding, också kallad boogie boarding, bodysurfing, paddle surfing, windsurfing och kitesurfing.
Bodyboarding görs liggande eller knästående på en kort, trubbnosig och lindrigt uppnosig skumplast bräda försedd med ett halt och tåligt bottenlaminat.
Bodysurfing görs helt utan bräda i medelstor, brant surf men kan också göras i bruten surf nära stranden där massan av vitvatten verkligen rör sig framåt.
Paddelsurfing utbreder sig alltmer och görs på en paddleboard som liknar en longboard men är något bredare och tjockare för större flytförmåga. Surfaren står upp och använder en lång, enbladig paddel för framdrivning såväl som för stabilitet och hävarm under kraftfulla svängar.
Vindsurfning använder sig av en tjock och medelstor bräda med fasta fotfästen, en kort mast, en delad bom och ett helt eller delvis genomskinligt segel. Vindsurfing utnyttjar som namnet föreslår vinden för framdrivning. Vindsurfing är inte en utpräglad vågsport och utförs visserligen utmed blåsiga stränder men också lika gärna på blåsiga estuarier och insjöar utan nämnvärd surf. Kostnaden för utrustning och den något svårare inlärningen gör windsurfing mindre tillgänglig och mindre utbredd än till exempel bodyboarding och andra former av surfing.
Kitesurfing är för närvarande den mest krävande och dynamiska formen av surfing. Kitesurfing använder sig av en mycket liten bräda med fasta fotfästen. Kiten är en stor, mjuk, dubbelväggad vinge som hålls i uppblåst form av luftdraget. Surfaren hänger i en sele som är ansluten till kiten via långa linor. Surfaren har också två handtag anslutna till kontroll linor som styr kiten. Beroende på vindstyrkan så är kitens lyftförmåga ofta i storleksordningen av surfarens vikt vilket möjliggör långa hopp och flygningar.

## Sverige
Även i Sverige har det vågsurfats sedan 1970-talet. Swedish Surfing Association bildades 1985 och ett svenskt landslag har representerat Sverige sedan dess. Stenstranden i södra delen av Örens naturreservat, Nynäshamns kommun anses vara ett av Sveriges bästa surfställen. Området lämpar sig för vind-, våg- och kitesurfing. Det beror på fördelaktiga vind- och vågförhållandena som råder vid viss väderlek. Mycket bra är förutsättningarna för vågsurfing. Tack vare det öppna vind- och vågutsatta läget mot Östersjön bildas ofta bra vågor så fort det blåser upp minst 10 m/s från sydväst. På hösten och våren kan vågorna bli flera meter höga. Då gäller "cold water surfing" och neoprendräkt. Sedan 15 år har bland annat Svenska mästerskapet i vågsurfing arrangerats här.

## Galleri

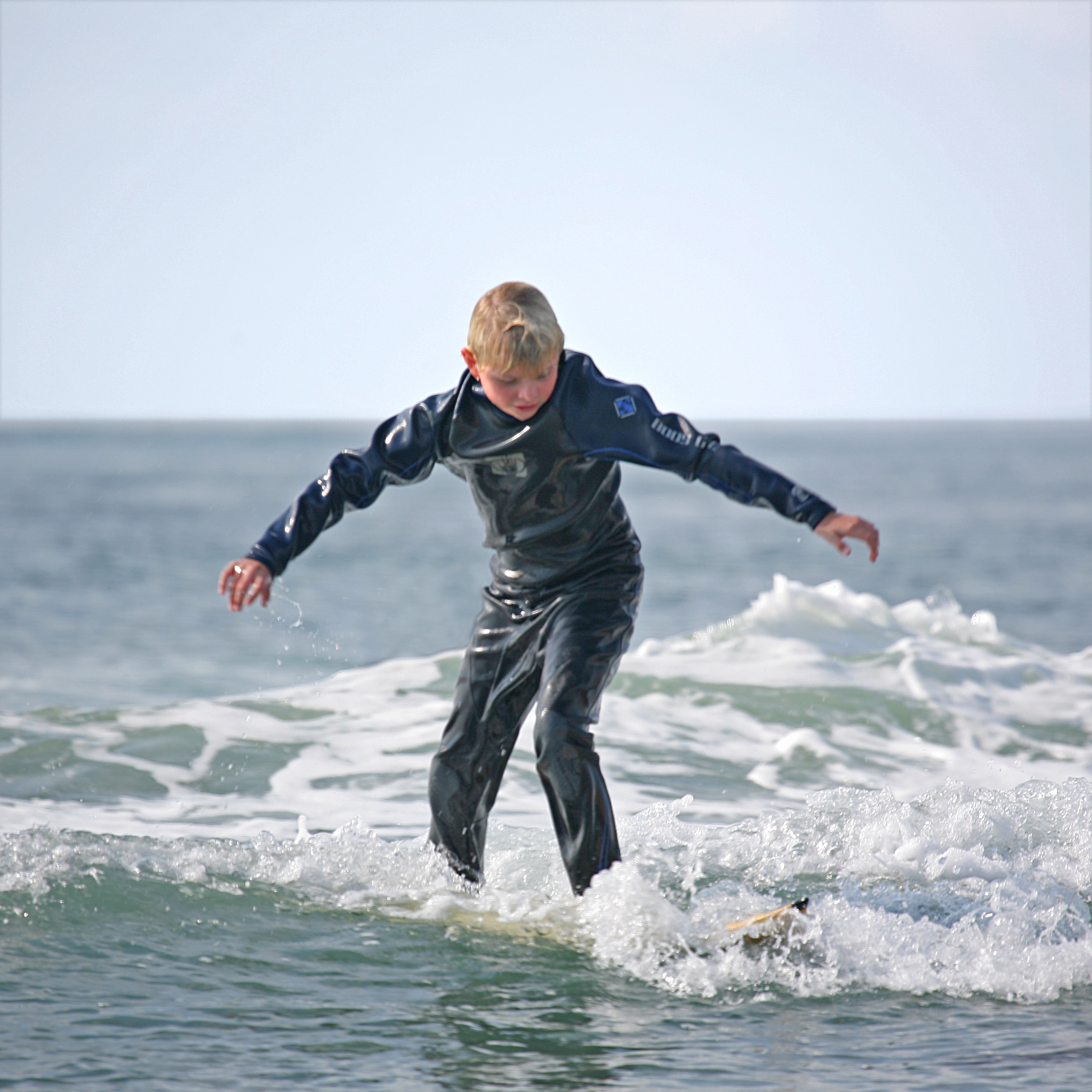
Nybörjare med storebrors våtdräkt i Pacific Beach, Kalifornien
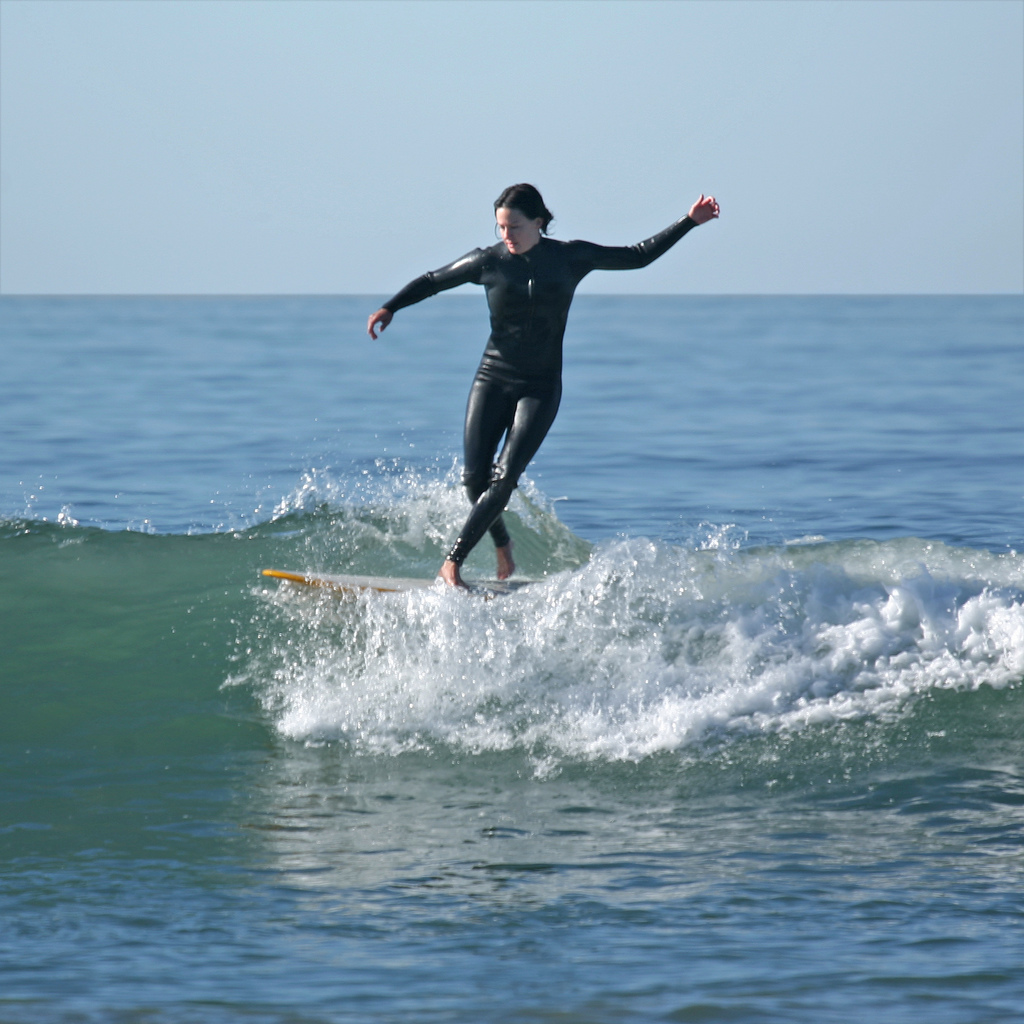
Skicklig kvinnlig surfare på longboard i Pacific Beach, Kalifornien
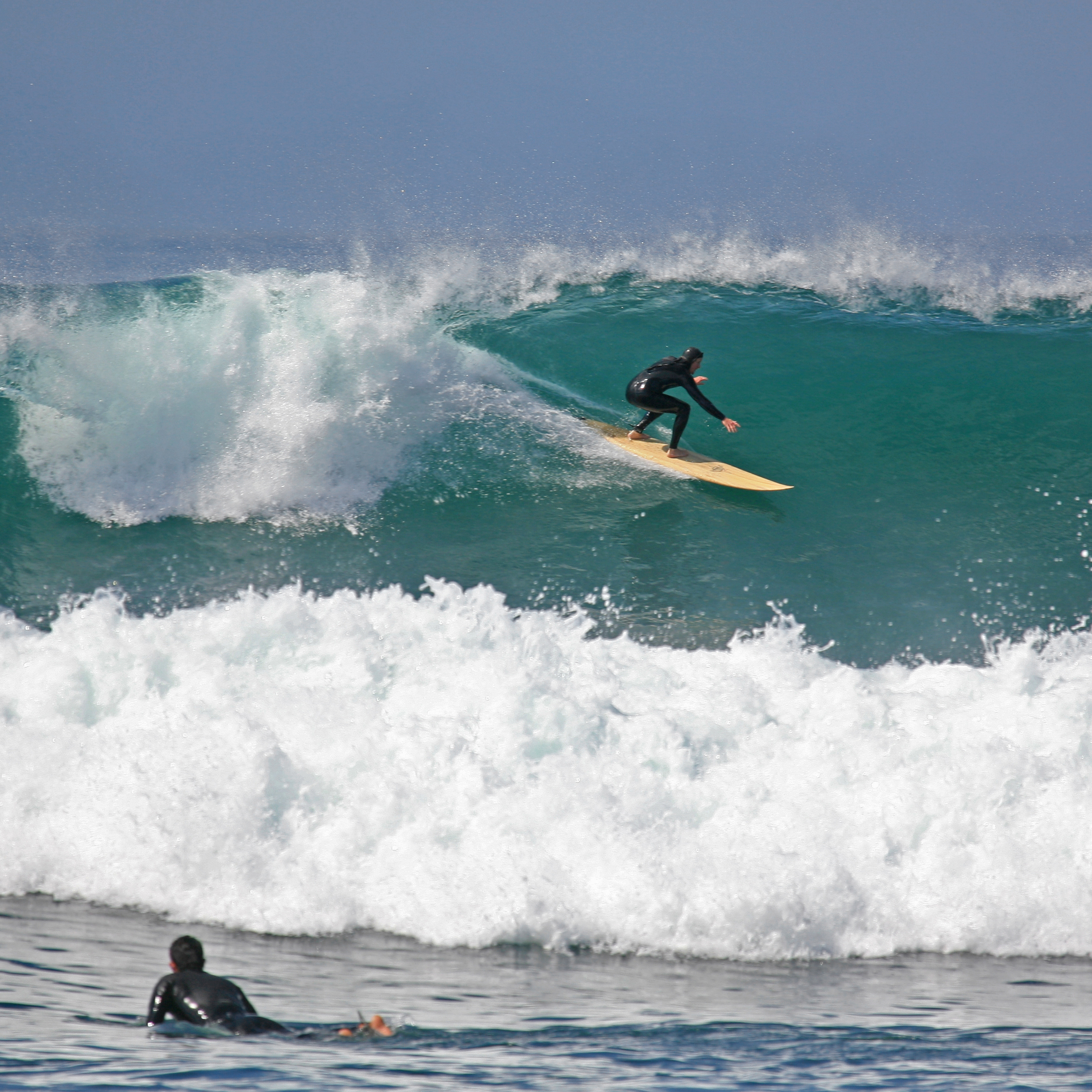
En dag med stora vågor i La Jolla, Kalifornien
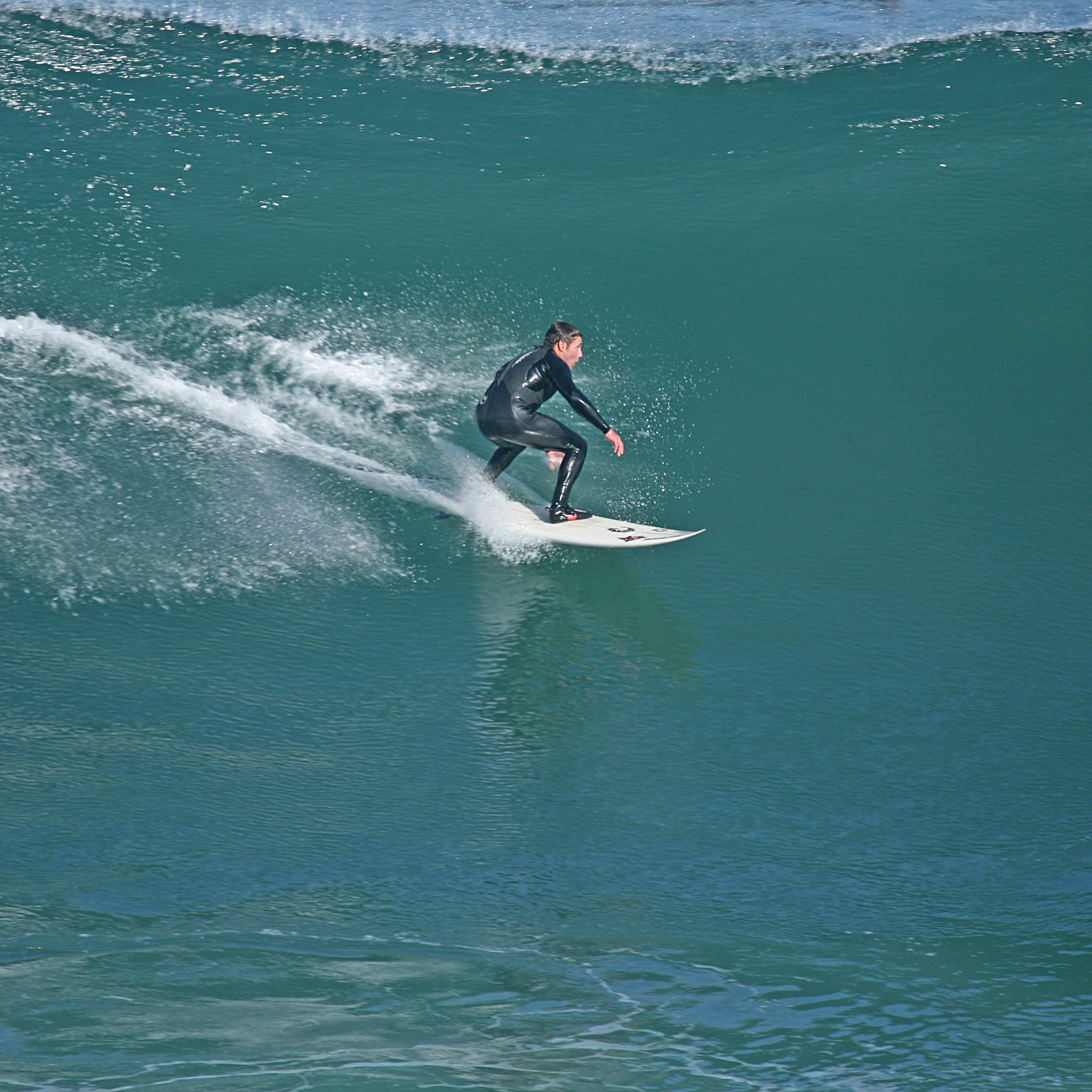
Stora vågor i La Jolla, Kalifornien
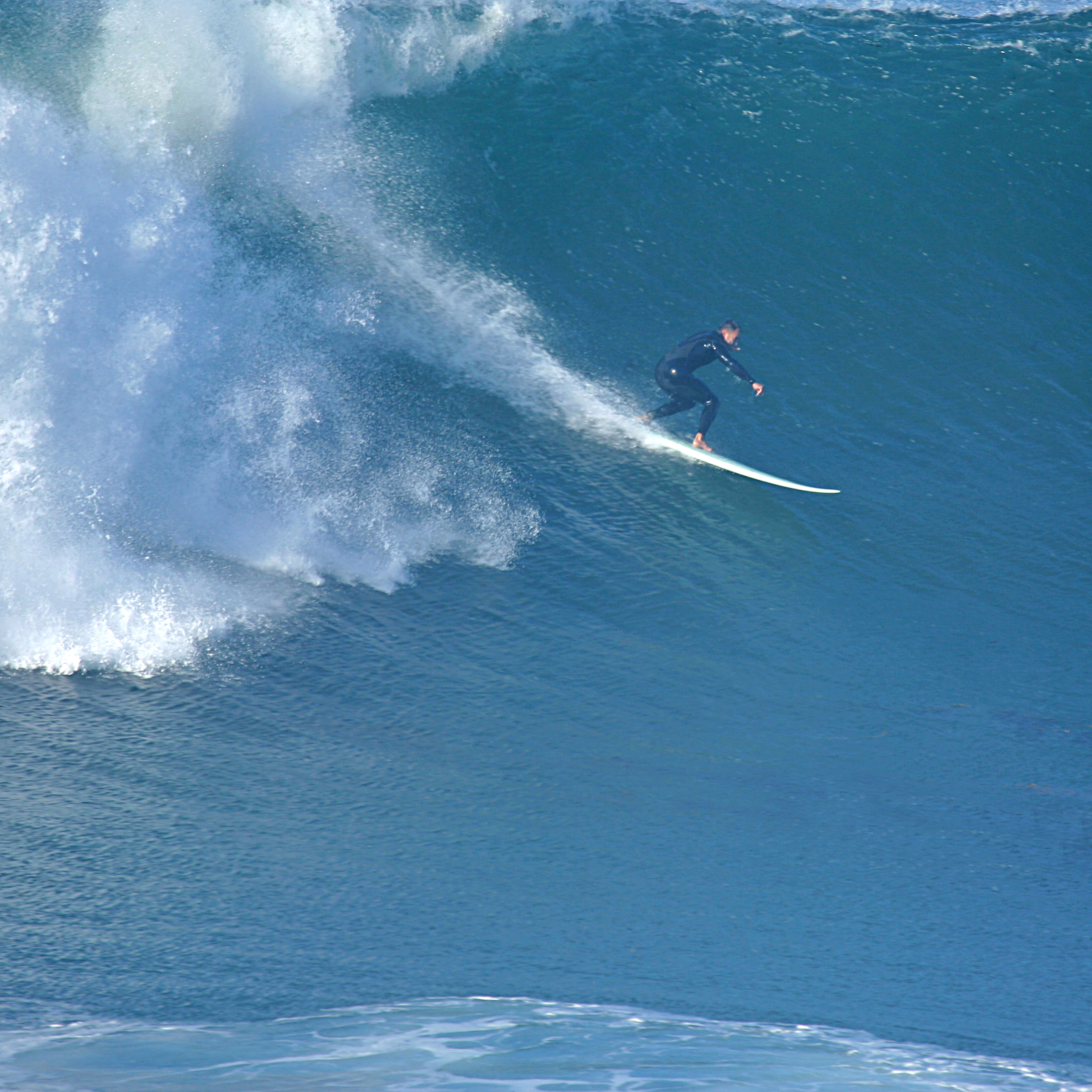
Mycket stora vågor i La Jolla, Kalifornien
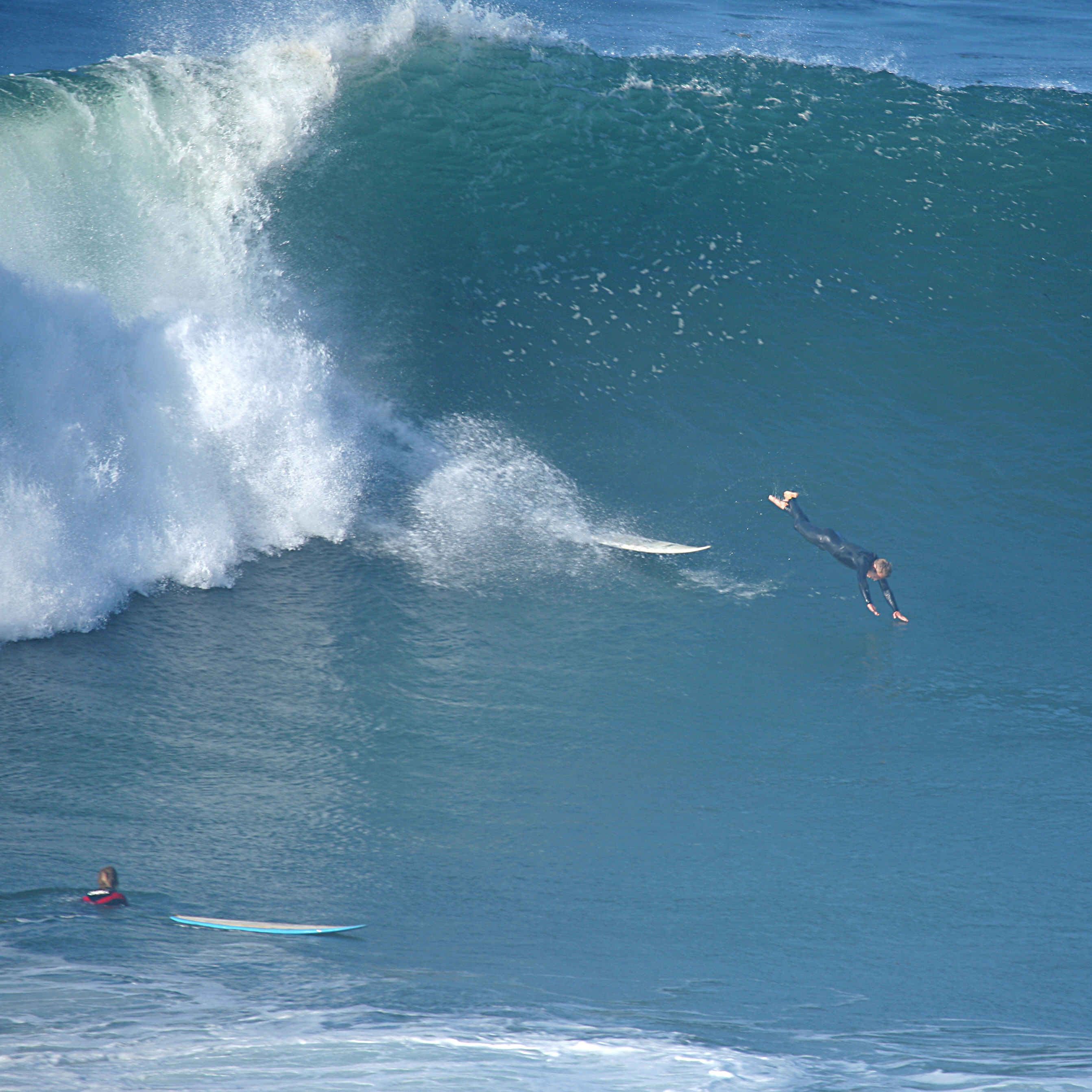
Oj, La Jolla, California

## Medlemmar iISA
- Afghanistan
- Algeriet
- Amerikanska Jungfruöarna
- Angola
- Argentina
- Aruba
- Australien
- Bahamas
- Bangladesh
- Barbados
- Belgien
- Brasilien
- Bulgarien
- Caymanöarna
- Chile
- Colombia
- Costa Rica
- Danmark
- Dominikanska republiken
- Dubai
- Ecuador
- El Salvador
- Elfenbenskusten
- England (associerad)
- Fiji
- Filippinerna
- Finland
- Frankrike
- Gambia
- Ghana
- Grekland
- Guam
- Guatemala
- Haiti
- Hawaii
- Indien
- Indonesien
- Iran
- Irland
- Israel
- Italien
- Jamaica
- Japan
- Kanada
- Kanalöarna (associerad)
- Kap Verde
- Kiribati
- Kina
- Kinesiska Taipei
- Lettland
- Libanon
- Liberia
- Litauen
- Madagaskar
- Malaysia
- Maldiverna
- Mexiko
- Marocko
- Myanmar
- Namibia
- Nauru
- Nederländerna
- Nicaragua
- Nigeria
- Norge
- Nya Zeeland
- Panama
- Papua Nya Guinea
- Peru
- Polen
- Portugal
- Puerto Rico
- Ryssland
- Samoa
- São Tomé och Príncipe
- Schweiz
- Senegal
- Sierra Leone
- Singapore
- Skottland (associerad)
- Slovakien
- Slovenien
- Somalia
- Spanien
- Sri Lanka
- Sverige
- Sydafrika
- Sydkorea
- Tahiti
- Thailand
- Tjeckien
- Trinidad och Tobago
- Turkiet
- Tyskland
- Uruguay
- USA
- Vanuatu
- Venezuela
- Wales (associerad)
- Österrike